# Dezső Földes
Dezső Földes (Miskolc, Borsod-Abaúj-Zemplén, 30 de desembre de 1880 – Cleveland, Ohio, 27 de març de 1950) va ser un tirador d'esgrima hongarès que va competir a començaments del segle xx.
El 1908 va prendre part en els Jocs Olímpics de Londres, on guanyà la medalla d'or en la competició de sabre per equips del programa d'esgrima, formant equip amb Jenő Fuchs, Péter Tóth, Péter Tóth i Lajos Werkner. En les proves individuals de sabre i espasa quedà eliminat en semifinals i primera ronda respectivament.
Quatre anys més tard, als Jocs d'Estocolm, guanyà una nova medalla d'or en la competició de sabre per equips, mentre en la prova sabre individual fou vuitè i en floret individual quedà eliminat en semifinals.